# 遊☆戯☆王デュエルモンスターズALEX
『遊☆戯☆王デュエルモンスターズALEX』（ゆうぎおうデュエルモンスターズアレックス、Yu-Gi-Oh! Capsule Monsters）は、高橋和希の漫画『遊☆戯☆王』を原作とするアメリカのテレビアニメ。4キッズエンタテインメントが制作し、2006年に放映された。全12話。
英語版タイトルに合わせて『遊☆戯☆王カプセルモンスターズ』とも呼ばれる。

## 概要
テレビアニメ『遊☆戯☆王デュエルモンスターズ』の番外編として制作されたアニメオリジナル作品。劇場作品『光のピラミッド』同様4キッズエンタテインメントが制作した。日本語吹き替え版は制作されていない。
本作ではカードゲーム「デュエルモンスターズ」に代わり、カプセルからモンスターを召喚する「カプセルモンスターズ」というボードゲームが登場。その設定を軸にストーリーが構成されている。
なお「カプセルモンスターズ」は、原作初期に登場したボードゲーム「カプセル・モンスター・チェス」をモデルにしている。

## 物語
ひょんなことから「カプセルモンスターズ」の世界に入り込んでしまった遊戯たち。そこは凶暴なモンスターが生息する危険な世界だった。現実世界へ戻るため、遊戯たちはカプセルからモンスターを召喚し命をかけた戦いに挑む。
時間軸的には『遊☆戯☆王デュエルモンスターズ』の「王の記憶編」より前の話である。

## 登場人物
遊☆戯☆王の登場人物も参照。
- 武藤遊戯 (Yugi Muto) - ダン・グリーン
- 城之内克也 (Joey Wheeler) - ウェイン・グレイソン
- 真崎杏子 (Téa Gardner) - エイミー・ビルンバウム
- 本田ヒロト (Tristan Taylor) - フランク・フランクソン
- 武藤双六 (Solomon Muto) - マディー・ブラウスティン
- シャーディー (Shadi) - ウェイン・グレイソン
- アレックス (Dr. Alexander "Alex" Brisbane) - ピート・ザルスティカ
本作のアニメオリジナルキャラクター。双六の探検仲間。
- その他の声の吹き替え：マーク・ディレイソン、スージー・ゴールディッシュ、ジェイソン・グリフィス、マット・ホバーマン、アニス・モリアーティ、スージー・マイヤーズ、エド・ポール、トニー・サレルノ、ショーン・シュメル、マイケル・シンターニクラス、エリック・スチュアート、マーク・トンプソン、デヴィッド・ウィルズ
- ブラック・マジシャン
遊戯のエースモンスター。砦の中で遊戯に召喚され、直後に「マジカル・クロスロード」を放って四精霊を倒した。以後は遊戯の相棒として活躍するようになる。
- 青眼の白龍
村を守る竜とされている。遊戯と合体し、F・G・Dを倒した。原作では海馬瀬人の切り札だったが、本作では遊戯に力を貸している。
- 真紅眼の黒竜
城之内のエースモンスター。邪悪な剣の呪いで火山を暴れ回っている。最初は城之内に呪いを掛け、彼と合体して遊戯達に襲い掛かった。後に彼らの奮闘で呪いが溶け、以後は城之内の相棒として活躍するようになる。
- ランプの魔精ラ・ジーン、ネオアクア・マドール
神殿の中で待ち構えているモンスター。ラジーンは遊戯達を圧倒し、マドールは杏子と双六を氷付けにした。しかし、遊戯達の機転で弱点を突かれ、同士討ちにさせられた。
- 炎の精霊イフリート、水の精霊アクエリア、風の精霊ガルーダ、岩の精霊タイタン
4話で砦の番人として登場。最初は石像に擬態していてセンサーが付属しており、4人同時に石像と同じポーズを認識させることで、砦の扉が開かれる。杏子、本田、城之内、双六がそれぞれ精霊のポーズを担当し、遊戯を砦の中へ入れさせた。しかし、途中で城之内と本田がポーズを放棄した事でモンスターとして正体を現し、城之内達に襲い掛かる。最期は遊戯のブラック・マジシャンによってタイタン以外の3体が撃破され、唯一生き残ったタイタンは双六のデーモンの召喚と相討ちになった。
- タイラント・ドラゴン、エメラルド・ドラゴン、エビルナイト・ドラゴン、メテオ・ドラゴン、アクア・ドラゴン→F・G・D
5体の邪竜。最初は遊戯達と戦うが、不意を突いて村を襲い、F・G・Dへと合体した。遊戯達の攻撃を寄せ付けない圧倒的な強さを誇るが、本家OCG同様に光属性に耐性がない点を突かれ、青眼の白龍と合体した遊戯に倒された。

## スタッフ
- 原作：高橋和希、スタジオ・ダイス（集英社「週刊少年ジャンプ」連載）
- 企画：生田英隆（NAS）
- プロデューサー：杉山敦夫（NAS）
- 監督：小野勝巳
- シリーズディレクター：Nam Jong Sik
- シリーズ構成：前川淳
- デュエル構成：彦久保雅博
- キャラクター原案：荒木伸吾、姫野美智
- キャラクターデザイン：吉田秀之
- アーマー原案：青木健太、斎藤まさかつ
- アーマーデザイン：吉田秀之
- モンスターデザイン：加々美高浩、吉田秀之
- 色彩設計：箕輪綾美、中村千穂
- 撮影監修：枝光弘明
- アニメーションプロデューサー：長谷川徹
- 美術監督：宮前光春
- アニメーション制作：スタジオぎゃろっぷ
- 制作協力：同友アニメーション（クレジット無し）
- 製作：テレビ東京、NAS
- 著作権表示：©高橋和希　スタジオ・ダイス／集英社・テレビ東京・NAS

### 各話スタッフ
- 脚本：前川淳、広田光毅、坂井史世、竹内利光
- 絵コンテ：葛谷直行、奥村吉昭、小野勝巳、鴫野彰、下田正美、杉山正樹、綴爆
- 演出：小野勝巳、高田昌宏
- 作画監督：Shin Ki Chul、Ahn Jae Ho、Kim Do Hwan、Choi Seung Hyuk、Lee Ju Hyun、Lee Yong Kwon、Seong Won Yong
- アニメーター：Lee Mi Bae、Shin Ki Chul、Han Myung Hee, Park Soo Hee、Ahn Jae Ho、Cha Sang Hoon、Kim Young Hoon、Kim Do Hwan、Kim Joon Hwan、Kin Joon Hwan、Lee Joo Hwan、Oh Jong Hwan、Choi Seung Hyuk、Im Hyuk、Lee Ju Hyun、Yu Bong Hyun、Shin Jae Ik、Kim Jong Keun、Ahn Hay Kyoung、Im Hye Kyoung、Hong Yoo Mi、Park Hye Ryoung、Song Moo Seob、Choi Nak Soo、Song Moon Sung、Shin Sang Tae、Kim Sang Wook、Lee Bang Won、Seo Won、Seong Won Yong、Ju Ok Yoon、Park So Young
- 色指定：Kim Mee Sun
- ファイナルチェック：Lee Mi Hae、Kim Kyung Sook
- 撮影：Heo Tae Hee、Choi Duk Kyu、Kim Kang Ohk、Park Ji Won
- 制作指揮：Shin Ju Hee
- 制作コーディネーター：Cho Kum Nam
- 制作デスク：田中日出男
- 制作進行：馬場信行、Hong Jemina、Park Yong Ho

### 英語版スタッフ
- Executive Producers: Alfred R. Khan, Norman J. Grossfeld, Tom Kenney
- US Production by: 4Kids Productions, Inc.
- Produced by: Michael Pecoriello
- Adaptations by: David Light, Michael Pecoriello, Joseph Raso
- Voice Director: Julie Rath
- Associate Producer: Shane Guenego
- Story/Gameplay Advisor: Arthur "Sam" Murakami
- Production Assistants: Takashi Otani, Sherene Sharpe
- Editor: Jordan Podos
- Post-Production Graphics: Ryan Kelly, Paul J. Baccash, Rob Bruce, Lucialie Dumaguing Garrett, Kana Hashimoto, Jennifer Obrotka
- Mixing Engineer: Dominick Barbera
- Sound Designer: Ohad Tzachar
- Recording Engineers: Rich Alvy, Suzanne Goldish, Mike Knoblauch, Alon Namdar, Joseph Shalack, Questar Welsh
- Translations by: Arthur "Sam" Murakami, Takashi Otani, Paul Taylor
- Marketing: Roz Nowicki, Anietra Guzman
- Assistant Editor: Abel Bautista
- Vice President of Production: Brenda Dillon
- Post-Production Supervisor: Chris Guido
- Music Executive Producer: John Siegler, 4Kids Music Department
- Music Producer: Julian Schwartz
- Main Theme by: John Siegler, Wayne Sharpe
- Music Editors: Ricardo Fernandez, Glenn Goldstein, Keith Goldstein, Sue Shufro
- Music Composed by: John Angier, Brian Banks, Mark Breeding, Louis Cortelezzi, Joel Douek, John Petersen, Ralph Schuckett, Steve Shapiro, Wayne Sharpe, Gil Talmi
- Japanese Liaisons: Enna Hozumi, Pico Hozumi
- Japanese Production by: NAS
- ©1996 Kazuki Takahashi
- Yu-Gi-Oh! and related characters are trademarks of Shueisha Inc.

## タイトルリスト
1. Getting Played
2. Divide and Conquer
3. Reunited at Last
4. Fortress of Fear
5. Eye of the Storm
6. Trial of Light and Shadow
7. Red-Eyes Black Curse
8. Fruits of Evolution
9. The Fiendish Five, Part 1
10. The Fiendish Five, Part 2
11. The True King, Part 1
12. The True King, Part 2